# Stade 974
Le Stade 974 (anciennement connu sous le nom de Stade Ras Abu Aboud (en arabe : استاد راس أبو عبود) est un stade de football démontable, actuellement situé à Doha au Qatar.

## Historique
Présenté en 2017 sous le nom de Stade Ras Abu Aboud, le lieu est baptisé Stade 974 lors de son inauguration le 30 novembre 2021,. Le stade démontable prend son nom du nombre de conteneurs le constituant ; il s'agit aussi de l'indicatif téléphonique du Qatar. Construit pour la Coupe du monde de football 2022, il est inauguré lors de la Coupe arabe de la FIFA 2021. Il est le seul stade du Mondial à ne pas être équipé de la climatisation mais simplement d'aérations.
Des opérations de démantèlement du stade débute le 6 décembre 2022, lendemain du 8e de finale entre le Brésil et la Corée du Sud, 8e et dernier match de la coupe du monde a y avoir été disputé. Un concert a lieu le 16 décembre avant son démontage prévu. Cependant, son démantèlement est suspendu en 2023 et le stade reste toujours en place. La FIFA reconnait en mars 2023 que le projet de réutilisation des matériaux reste flou, le Qatar se positionnant pour plusieurs événements sportifs internationaux dans les années à venir,. En décembre 2023, le stade semble laissé à l'abandon sans que le futur acquéreur de l'infrastructure n'ait été annoncé.
La structure accueille deux rencontres de la Coupe intercontinentale en décembre 2024. Début 2025, L'Équipe note que le stade « est loin d'être à l'abandon, même s'il reste largement sous-utilisé », en accueillant notamment le Trophée des champions. Le démontage du stade n'est toujours pas programmé, deux ans après l'échéance initialement annoncée. Plus tard dans l'année, en novembre, le stade est par ailleurs prévu pour la coupe du monde U17 2025,.

## Matchs de compétitions internationales
Coupe arabe de la FIFA 2021
| Date             | Tour                   | Équipe 1            | Score                | Équipe 2            | Spectateurs |
| ---------------- | ---------------------- | ------------------- | -------------------- | ------------------- | ----------- |
| 30 novembre 2021 | Groupe B               | Émirats arabes unis | 2 – 1                | Syrie               | 4 129       |
| 3 décembre 2021  | Groupe B               | Mauritanie          | 0 – 1                | Émirats arabes unis | 3 316       |
| 4 décembre 2021  | Groupe D               | Soudan              | 0 – 5                | Égypte              | 1 464       |
| 7 décembre 2021  | Groupe C               | Jordanie            | 5 – 1                | Palestine           | 9 750       |
| 15 décembre 2021 | Demi-finales           | Tunisie             | 1 – 0                | Égypte              | 36 427      |
| 18 décembre 2021 | Match pour la 3e place | Égypte              | 0 – 0 ap (4 - 5) tab | Qatar               | 30 978      |

Coupe du monde de football 2022
| Date             | Tour               | Équipe 1 | Score | Équipe 2     | Spectateurs |
| ---------------- | ------------------ | -------- | ----- | ------------ | ----------- |
| 22 novembre 2022 | Groupe C           | Mexique  | 0 - 0 | Pologne      | 39 369      |
| 24 novembre 2022 | Groupe H           | Portugal | 3 - 2 | Ghana        | 42 661      |
| 26 novembre 2022 | Groupe D           | France   | 2 - 1 | Danemark     | 42 869      |
| 28 novembre 2022 | Groupe G           | Brésil   | 1 - 0 | Suisse       | 42 649      |
| 30 novembre 2022 | Groupe C           | Pologne  | 0 - 2 | Argentine    | 44 089      |
| 2 décembre 2022  | Groupe G           | Serbie   | 2 - 3 | Suisse       | 41 378      |
| 5 décembre 2022  | Huitième de finale | Brésil   | 4 - 1 | Corée du Sud | 43 847      |

## Événements
- Coupe arabe de la FIFA 2021
- Coupe du monde de football 2022
- Coupe intercontinentale de la FIFA 2024
- Trophée des champions 2024